# Jean-Claude Tourton
Jean-Claude Tourton (* 12. April 1655 in Lyon, Frankreich; † 26. Juli 1724 in Paris) war ein französischer Bankier mit Schweizer Wurzeln.

## Leben
Jean-Claude Tourton war der fünfte Sohn des Süßwarenhändlers Claude Tourton (1620–?) und seiner Frau Jeanne (geborene Guiguer, 1622–1688). Die Familie stammte aus Lyon und war Hugenottischen Glaubens. Sie flüchteten nach der Aufhebung des Toleranzedikts von Nantes 1685 nach Genf. Der Vater schickte seinen Sohn Jean-Claude im Alter von vierzehn Jahren für eine kaufmännische Ausbildung nach Frankfurt am Main.
1700 gründete Jean-Claude Tourton mit seinem Vetter Louis Guiguer (1675–1747) die Bank „Tourton et Guiguer“. Diese erwies sich als sehr erfolgreich und war 1707 unter den fünf größten Pariser Banken, obwohl sie weniger als zehn Angestellte hatte. „Tourton et Guiguer“ war während des Spanischen Erbfolgekriegs (1701–1714) der führende Kreditgeber des französischen Königshauses. Die Bank hatte auch eine Niederlassung in London. Während der Finanzkrise von 1709 gingen Jean-André Tourton, der Bruder von Jean-Claude und Bankier in Lyon, und sein Partner in London, bankrott. Dies scheint aber  das Pariser Bankhaus nicht beeinträchtigt zu haben.
1715 übergab Jean-Claude Tourton und sein Geschäftspartner Louis Guiguer ihre Bank an ihren Neffen und ersten Angestellten Isaac de Thellusson (1690–1755), blieben aber noch mit je 60.000 Livres stille Teilhaber des nun in „Thellusson et Cie“ umbenannten Instituts. Guiguer zog sich aber bereits 1717 nach einem Streit mit Thellusso gänzlich aus dem Unternehmen zurück. Am 26. Juli 1724, kurz vor seinem Tod im Oktober 1724, benannte Jean-Claude Tourton Isaac de Thellusson als seinem Universerben. Die Bank bestand unter wechselnden Namen bis in das 19. Jahrhundert fort.

## Familie
Auch Jean-Claude Tourtons Sohn, Louis Tourton (?–1786), machte im Investmentbanking Karriere. Zusammen mit dem Genfer Christophe Jean Baur (1699–1770) gründete Louis Tourton 1754 die Pariser Bank „Tourton et Baur“, welche am „Place des Victoires“ ihren Sitz hatte. Diese hatte geschäftliche Beziehungen mit der Bank „Morin et de Larue“ und einer ganzen Reihe wichtiger Händler aus Nantes, daruntern der Reeder und Sklavenhändler Augustin de Luynes (1681–1765). Die Bank „Tourton et Baur“ war ebenfalls im Großhandel mit Lebensmitteln und Diamanten aktiv. Sie hatte auch enge Beziehungen mit dem Amsterdamer Finanzplatz. 1738 waren „Tourton et Baur“ Bankier des französischen Königs Ludwig XV. (1710–1774). Sie wurde außerdem von Kardinal André-Hercule de Fleury (1653–1743) beauftragt, diskret Briefe und Gelder nach Danzig zu senden, wo sich Stanislaus I. Leszczyński (1677–1766), der Schwiegervater von Ludwig XV., aufhielt.